# Gail Simone
Gail Simone  (née le 29 juillet 1974) est une scénariste américaine de comics et une critique de bande dessinée.
En tant que critique, elle a travaillé pour le webzine Comic Book Resources.

## Biographie
Gail Simone naît en 1974, dans l'Oregon. Elle vit alors dans une ferme. Elle étudie le théâtre. Elle est d'abord coiffeuse. Elle aborde le monde des comics d'abord avec son blog Women in refrigerators où elle dénonce le sort fait aux femmes dans les comics : elle montre qu'elles servent principalement à faire avancer l'histoire des héros. Elle collabore ensuite au site Comic Book Resources où elle tient une rubrique intitulée You'll all be sorry. Ses premiers pas de scénariste se font chez Bongo Comics où elle écrit des histoires des Simpson. Elle est ensuite engagée par Marvel Comics où elle signe les aventures de Deadpool et de Agent X puis par DC Comics où en 2003 elle scénarise Birds of Prey. Elle travaille aussi sur Batgirl, Wonder Woman,Teen Titans, Secret Six, All-New Atom et Action Comics. Pour Wildstorm elle écrit les aventures de Gen 13. Elle travaille aussi pour des indépendants et scénarise les aventures de Red Sonja pour Dynamite Entertainment. En 2018, elle participe à l'élaboration du monde des super-héros édités par Lion Forge. Elle est aussi revenue chez Marvel et écrit les aventures de Domino. En plus des comics elle a aussi écrit des scénarios pour des dessins animés et des jeux vidéos.

## DC Comics
Pour DC Comics, Elle a scénarisé une partie des aventures (en bande dessinée ou en dessin animé) de
- Atom.à partir de 2006
- Batgirl
- Black Manta
- Birds of Prey
- Infinite Crisis
- Killer Frost
- King Shark
- Livewire, appelée Electra dans certaines traductions françaises
- Misfit (en)
- Spy Smasher à partir de 2007
- Wonder Woman, film d'animation

## Marvel
Pour Marvel, elle a scénarisé le personnage de Agent X (en) à partir de 2002. Les dessins étaient faits par le studio UDON (en). Les dessinateurs étaient entre autres Dave Ahn, Arnold Tsang, Andrew Hou, Rob Hoss, Calvin Lo et Omar Dogan

## Distinctions
- 2009 : Temple de la renommée des auteures de bande dessinée
- 2017 : Prix Inkpot[5]